# Lithacodia igraecum
Lithacodia igraecum är en fjärilsart som beskrevs av Paul Mabille 1881. Lithacodia igraecum ingår i släktet Lithacodia och familjen nattflyn. Inga underarter finns listade i Catalogue of Life.